# Ashikaga Yoshiakira
Ashikaga Yoshiakira (jap. 足利 義詮; * 4. Juli 1330; † 28. Dezember 1367) war der zweite Shōgun des Ashikaga-Shōgunats und regierte 1358 bis 1367 während der Muromachi-Zeit der japanischen Geschichte. Yoshiakira war Sohn des Gründers und ersten Shōgun der Dynastie, Ashikaga Takauji.
Er verbrachte seine Kindheit als Geisel des Hōjō-Clans in Kamakura. Sein  Vater Takauji verbündete sich mit dem verbannten Kaiser Go-Daigo, und als das Kamakura-Shōgunat endlich gestürzt war, begann der Kaiser die Kemmu-Restauration, Yoshiakira wurde in Kamakura stationiert.
Aufgrund inneren Streitigkeiten der Regierung rief man Yoshiakira zurück nach Kyōto. Er folgte seinem Vater nach dessen Tod 1358 als Seii Taishōgun nach.
Er selbst wurde ein Jahr nach seinem Tod von seinem Sohn Ashikaga Yoshimitsu 1368 als dritter Shōgun gefolgt.
Sein Grab ist im Tō-ji, Kyōto.